# Héctor Murillo
Héctor Mario Murillo Mosquera (Cali, Colombia; 6 de mayo de 1994) es un futbolista colombiano. Juega de delantero y su equipo actual es el Sport Boys Warnes de la Primera División de Bolivia.

## Clubes
| Club              | País     | Año           |
| ----------------- | -------- | ------------- |
| Fortaleza         | Colombia | 2000          |
| Deportivo Cali    | Colombia | 2006          |
| América de Cali   | Colombia | 2013          |
| Sport Boys Warnes | Bolivia  | 2014-presente |